# Mariah Angeliq
Mariah Angelique Pérez (Miami, 7 de agosto de 1999), mais conhecida pelo seu nome artístico Mariah Angeliq, é uma cantora estadunidense de reggaeton e trap de ascendência cubana e porto-riquenha. Começou a sua carreira musical com a produtora Nelly El Arma Secreta e ficou conhecida em 2018 ao assinar com a gravadora Universal Music e ao lançar os seus singles "Blah", "Perreito" e "Taxi".

## Início da vida
Angeliq nasceu Mariah Angelique Pérez em Miami, Flórida, filha de pai cubano e mãe porto-riquenha. Ela foi nomeada em homenagem a Mariah Carey e Aaliyah. Sua primeira língua foi o espanhol, mas ela aprendeu inglês rapidamente quando foi matriculada em uma escola em Nova Jersey.

## Carreira
Mariah Angeliq começou a escrever música aos 16 anos e fugiu de sua casa para seguir sua carreira musical. Ela se cruzou com o produtor de reggaeton Nely que guiou a artista e introduziu a música espanhola em seu repertório. Ela assinou com o Universal Music Group em 2018. Ela lançou seu primeiro single "Blah" em 28 de junho de 2018. Em 31 de julho de 2020, Angeliq lançou seu primeiro EP Normal. Ela foi uma artista convidada no álbum KG0516 de Karol G, cantando na música "El Makinon".

## Vida pessoal
Em maio de 2021, ela começou o namoro com o ator e músico Roshon.

## Discografia
- Normal (2020)
- La Tóxica (2021)

## Prêmios e indicações
| Premiação         | Ano  | Recipiente     | Categoria                     | Resultado | Ref.   |
| ----------------- | ---- | -------------- | ----------------------------- | --------- | ------ |
| Premios Juventud  | 2020 | Mariah Angeliq | Nova Geração Feminina         | Indicada  | [ 7 ]  |
| Premios Juventud  | 2021 | Mariah Angeliq | Girl Power                    | Indicada  | [ 8 ]  |
| Premios Juventud  | 2021 | Mariah Angeliq | Artista Feminina da Juventude | Indicada  | [ 8 ]  |
| Premio Lo Nuestro | 2020 | Mariah Angeliq | Artista Revelação Feminina    | Indicada  | [ 9 ]  |
| Premio Lo Nuestro | 2022 | Mariah Angeliq | Artista Feminina do Ano       | Indicada  | [ 10 ] |